# BigPark
BigPark — канадський розробник відеоігор, що належав Microsoft Studios.

## Історія
Microsoft придбала BigPark у 2009 році, за кілька місяців до анонсу сенсора Kinect (відомого тоді як «Project Natal»). Їхнім першим проєктом мала стати Joy Ride, казуальна перегонова гра, яка містила би аватарів з Xbox Live і використовувала пристрій для визначення руху Kinect. Гра спочатку планувалася як безкоштовна гра для Xbox Live Arcade, але згодом була перейменована на Kinect Joy Ride і стала першою грою для Kinect. Пізніше компанія стала більше займатися створенням інтерактивного контенту, який би відображався поруч з прямим ефіром як частина платформи Xbox One. Коли Microsoft відійшла від Kinect приблизно в 2016 році, BigPark разом з кількома іншими студіями, які займалися над Kinect, були інтегровані до Microsoft.

## Відеоігри
- Kinect Joy Ride — Xbox 360 (2010)
- Kinect Sports: Season Two — Xbox 360 (2011)
- Joy Ride Turbo — Xbox LIVE Arcade (2012)